# Centro Federal de Educação Tecnológica Celso Suckow da Fonseca

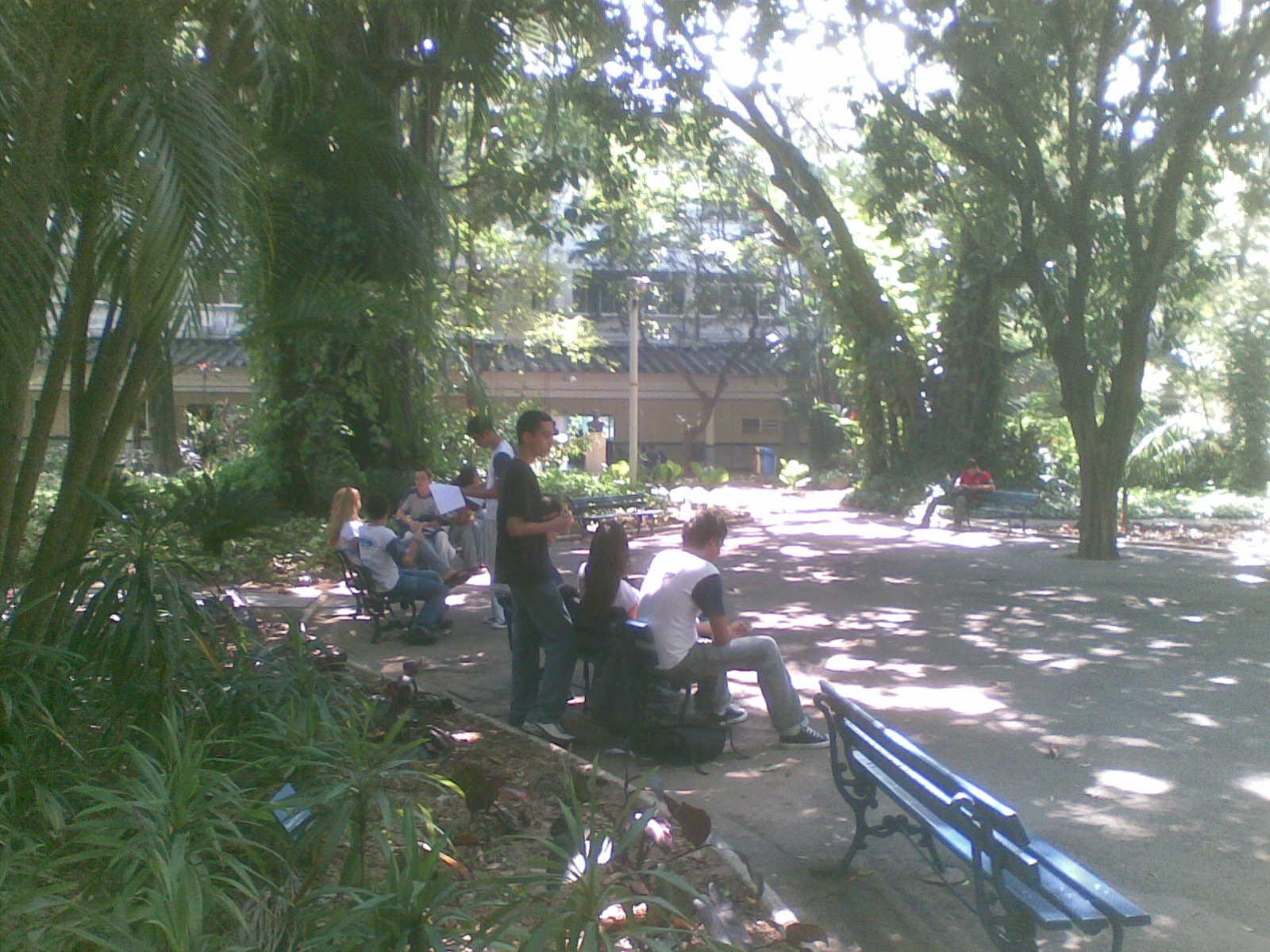
El campus I del centro.

El Centro Federal de Educação Tecnológica Celso Suckow da Fonseca (Centro Federal de Educación Tecnológica Celso Suckow da Fonseca, CEFET-RJ) es un centro educativo ubicado en Río de Janeiro, Brasil.
El Centro ofrece educación técnica y a nivel de posgrado.